# 王沂
王沂（1443年—1504年），字希曾，南直隶常州府武進縣（今江蘇常州市）人，明朝政治人物、进士出身。王㒜之子。

## 生平
早年出身縣學增廣生，舉應天府鄉試第三十一名。成化十一年（1475年）乙未科會試第一百二十名，殿試登進士第二甲第五名，授礼部主事，历升员外郎、郎中、山东右参政、湖广右布政使，丁父忧，服阕，转山东左布政使。弘治十四年（1501年）升都察院右副都御史、巡抚保定等府兼提督紫荆三关，累疏乞休不允，以十七年十一月卒于官，年六十二。

## 家族
曾祖父王友諒，曾任府同知。祖父王守正，曾任兵部主事 贈右庶子兼侍講。父亲王㒜，曾任南京國子監祭酒。